# Диас, Эрнесто
Хосе Эрнесто Диас Корреа (исп. José Ernesto Díaz Correa; 13 сентября 1952, Богота, Колумбия — 4 мая 2002, Орландо, США) — колумбийский футболист, полузащитник. Выступал за сборную Колумбии на Олимпийских играх 1972 года. Эрнесто считается одним из лучших игроков в истории «Санта-Фе».

## Биография
Эрнесто Диас родился в Боготе. Его отец хотел, чтобы он посвятил себя велоспорту, но Эрнесто начал играть в футбол будучи ещё ребенком в районе Сампер Мендоса в центре города. Там он присоединился к команде «Патриа», где он выступал со своим другом, а затем товарищем по команде Хосе Мигелем Каньоном.

## Карьера

### Клубная
В 1966 году его вместе с другом Хосе Мигелем Каньоном подписал клуб «Санта-Фе», фанатом которого он себя считал. В молодёжных командах Эрнесто отличился в нескольких играх, поэтому вскоре был переведён в главную команду.
Проиграв несколько лет в низших дивизионах, Эрнесто дебютировал на профессиональном уровне в футболке своего любимого «Санта-Фе» в 1971 году. В день своего дебюта он продемонстрировал неплохую форму. В конце 1971 года Диас завоевал свой первый профессиональный титул, когда команда из Боготы выиграла пятый титул в своей истории. В 1972 году он пробился в стартовый состав, сыграл несколько матчей и забил несколько голов. В сезоне 1974 Эрнесто продемонстрировал свою результативность, став лучшим бомбардиром команды в чемпионате и забив 14 голов. 1975 год стал одним из лучших в его карьере; так как он снова стал чемпионом с «Санта-Фе», который выиграл шестой титул в своей истории, в состав клуба входили такие великие игроки, как Альфонсо Каньон, Хуан Карлос «Нене» Сарнари, Эктор Хавьер Сеспедес, Мойзес Пачон и Карлос Альберто Пандольфи. В конце 1975 года нападающий Боготы покинул «Санта-Фе». Своей игрой привлёк внимание льежского «Стандарда» и в 1976 году присоединился к команде. Таким образом, он стал первым колумбийским футболистом, перешедшим в европейский футбол.
В «Стандарде» он сыграл несколько игр, продемонстрировав свой талант, несмотря на серьезную травму. С бельгийской командой он играл в Кубке УЕФА. Через два года Эрнесто вернулся в Колумбию в любимый «Санта-Фе».
В 1977 году Эрнесто вернулся в «Санта-Фе». Его второй период в клубе продолжался 2 года; где он вновь стал регулярно забивать. Эрнесто был лидером команды, приведя «Санта-Фе» к четвертому месту в чемпионате 1978 года. Эрнесто играл за команду до середины 1979 года, пока не перешёл в «Хуниор Барранкилья».
В команде «Тибурон» Эрнесто отыграл полгода, где сыграл несколько игр и забил несколько голов. В 1980 году он отправился в «Индепендьенте Медельин»
В «Индепендьенте Медельин» Эрнесто снова провёл на высоком уровне, выиграв с клубом Кубок Колумбии в 1981 году.
В 1982 году Эрнесто вернулся в родную Боготу, но на этот раз он отправился в «Мильонариос». В первый год он чередовал игры в стартовом составе и попаданию на скамейку запасных, но несмотря на это он продолжал забивать голы. В 1983 году он был более последовательным и стал одним из лучших нападающих команды.
В 1984 году Эрнесто во второй раз в карьере вернулся в «Санта-Фе». На своем последнем этапе он не был главной фигурой команды, но продолжал оставаться важным игроком благодаря своему опыту. В своём последнем периоде в команде Эрнесто подружился с другим великим нападающим в истории «Санта-Фе», аргентинцем Уго Готтарди. Они с Готтарди были очень хороший парой нападающих, забившая несколько мячей. В конце 1986 года Эрнесто Диас завершил карьеру. Он вошёл в историю «Санта-Фе», как двукратный чемпион в 1971 и 1975 годах, будучи фигурой, бомбардиром и кумиром болельщиков.

### Международная
В 1971 году Эрнесто Диас впервые был вызван в молодежную сборную Колумбии благодаря неплохим выступлениям в молодежной команде «Санта-Фе». В составе национальной сборной он играл на Молодежных играх Южной Америки и Панамериканских играх в городе Кали, где Колумбия завоевала серебряную медаль. Он также представлял свою страну на летних Олимпийских играх 1972 года в Мюнхене, где команда выбыла в первом раунде после двух поражений и одной победы. На Олимпиаде Эрнесто сыграл 3 матча.
27 мая 1973 года Эрнесто дебютировал в составе взрослой сборной Колумбии в товарищеском матче против Гаити. Благодаря его невероятным выступлениям за «Санта Фе», в которой он был одним из лучших бомбардиров, Эрнесто был вызван в колумбийскую сборную на Кубок Америки 1975 года. На турнире он был одним из лучших игроков команды, занявшей второе место, а также став лучшим бомбардиром турнира с 4-я забитыми мячами. Эрнесто также играл на Кубках Америки в 1979 и 1983 годах.

## После завершения карьеры
После ухода из футбола Эрнесто остался жить в своей родной Боготе и работал в футбольной школе, а также руководил бизнесом по производству капотов. Позже он переехал жить в город Орландо в США. Там он работал, играя в футбол по выходным, а также парковал машины. 4 мая 2002 года Эрнесто Диас умер от сердечного приступа, перенесенного во время игры в футбол.

## Личная жизнь
Эрнесто был не единственным футболистом в своей семье, так как его сыновья Андрес Эрнесто Диас и Франсиско Хавьер Диас играли в некоторых футбольных командах в Бельгии и в «Санта Фе».

## Достижения
«Санта-Фе»
- Чемпион Колумбии: 1971, 1975

«Индепендьенте Медельин»
- Обладатель Кубка Колумбии: 1981

Сборная Колумбии
- Финалист Кубка Америки: 1975